# A Capital Federal (Impressões de um Sertanejo)
A Capital Federal (Impressões de um Sertanejo) é um romance do escritor brasileiro Coelho Neto, publicado quase diariamente, de 18 novembro de 1892 a 7 de fevereiro de 1893, como folhetim, assinado pelo pseudônimo Anselmo Ribas, na primeira página do jornal O Paiz. Pouco antes do lançamento do livro, a revista literária A Semana, na edição de 19 de agosto de 1893, revelava o verdadeiro autor do folhetim: Coelho Netto.
"Coelho Netto era, a essa altura, um jovem escritor de talento já reconhecido por seus pares." "Nessa obra é retratada a paisagem urbana da capital no início da República. Contribuem a esse panorama as ideias de um personagem, Dr. Gomes de Almeida, advogado, livre pensador, que tece suas opiniões acerca das consequências que advieram da mudança de regime no país."

## Sumário
O sertanejo Anselmo Ribas, morador de Tamanduá, uma cidadezinha fictícia no interior de Minas Gerais, vem de trem passar uma temporada de oito dias no Rio de Janeiro, então Capital Federal da recém-proclamada República. Hospeda-se no chalé a beira-mar, na Praia do Russel, Glória, do seu tio Serapião Ribas, que enriquecera durante o Encilhamento. Na primeira ida ao centro da cidade, decepciona-se, por não corresponder às fantasias que havia formulado (“abundância de mármores, avenidas, longos passeios abrigados sob toldos, palácios de estilo e o fausto clássico"), mas acaba sendo seduzido pela vida sofisticada do “grande mundo” ou high-life, como se dizia na época: a piscina na casa do tio “onde podia nadar [...] uma família de nereidas”,,  a jogatina na roleta (“O jogo é como a mulher: quanto mais perseguido mais esquivo”), a “chic” confeitaria Paschoal, o teatro Sant’Anna, o restaurante Bragança, uma festa da sociedade (do Comendador Saturnino Pecegueiro Bessa, em Botafogo) e uma incursão frustrada na esfera amorosa (Jesuína), em suma, o mundo dos “epicuristas”. 
Mas num capítulo do livro, VII, a população menos abonada dá o ar de sua graça: os operários, “homens em mangas de camisa, tisnados, arrastando, com estardalhaço, sólidos tamancos”, cozinheiros com “cestos carregados de víveres”, “caixeiros apressados”, um ambulante apregoando “panaceias”, etc. As falas às vezes, de tão longas, parecem monólogos. Discute-se de tudo: a decadência da civilização, a preguiça do brasileiro, sobrevivência da alma (“Creio no Nirvana porque adoro o silêncio”), socialismo (“a miséria é um resultado da abundância, como a lama é o resultado do excesso da chuva”), etc. Hoje em dia ninguém mais fica falando tanto tempo sem ser interrompido (nem que seja pelo celular).
A cogitada subida ao Corcovado (p. 173), para verem “toda uma cidade aos seus pés”, acaba não se realizando. Por sinal, Anselmo viu pouco do Rio de Janeiro. Para uma visão mais completa da cidade, faltaram, além do já citado Corcovado, o "Derby Club em dia de grande prêmio, uma sala de redação de grande jornal diário, o bairro Silvestre, o centro comercial, um maxixe dançado na Cidade Nova, uma casa do 'demi-monde', um passeio na Baía da Guanabara", segundo crítica de Marcos Valente publicada em A Semana de 30 de setembro de 1893. No final, embora o tio o convide para prosseguir os estudos no Rio, Anselmo prefere voltar a Minas e seguir o conselho do pai de se dedicar à terra, “fonte perene de riqueza”. Afinal, “viver entre as árvores é bem melhor do que viver entre os homens”. Além disso, sente nostalgia da “simplicidade do meu campo”. A sensação que resta é de que a viagem ao Rio foi quase como um sonho. 